# Piratas de Quebradillas
I Piratas de Quebradillas sono una società cestistica avente sede a Quebradillas, a Porto Rico. Fondati nel 1932, giocano nel campionato portoricano.
Disputano le partite interne nel Raymond Dalmau Coliseum, che ha una capacità di 6.500 spettatori.

## Palmarès
- Campionati portoricani: 5

1970, 1977, 1978, 1979, 2013